# Brand (Beekdaelen)
Brand is een gehucht behorende tot de gemeente Beekdaelen, in de Nederlandse provincie Limburg. 
Het is een van de zogenaamde Bovengehuchten van Nuth en ligt in de nabijheid van de Platsbeek.
Het gehucht bestaat uit een vijftal aan de Branterweg gelegen huizen. Deze weg verbindt Terstraten met Helle.
Enkele huizen zijn voorzien van vakwerk, waaronder een boerderij met het opschrift Op genne Brant.
Vaak wordt Brand ten onrechte gezien als een onderdeel van het nabijgelegen gehucht Terstraten.
Sinds 2003 heeft Brand een eigen plaatsnaambord.